# Dans une gentilhommière
Dans une gentilhommière est une nouvelle de neuf pages d’Anton Tchekhov (en russe : V ousadbe).

## Historique
Dans une gentilhommière est initialement publié dans la revue russe Les Nouvelles russes, numéro 237, du 28 août 1894. Cette nouvelle est également traduite en français sous le titre À la campagne.

## Résumé
Pavel Rachévitch, veuf de petite noblesse, reçoit chez lui le juge Meyer. Il développe ses idées sur la suprématie intellectuelle de la noblesse : les sangs bleus. Il espère aussi le marier à sa fille aînée Génia, et ainsi se soulager de la gestion de son domaine et de ses dettes. 
Le discours excessif de Rachévitch exaspère Meyer, mais, par politesse, il reste souper. Les deux filles de Rachévitc n’arrivent pas à stopper leur père qui dénonce maintenant les parvenus. Cela en est trop pour Meyer. Il se déclare bourgeois, donc parvenu, et quitte la maison de son hôte.
Rachévitch ne peut le retenir. Il entend ses filles critiquer son attitude et le vide qu’il a créé autour de son logis par ses propos haineux. Il se couche en constatant l’échec de sa vie et sa solitude.

## Édition française
- Dans une gentilhommière, traduit par Édouard Parayre, révision de Lily Dennis, éditions Gallimard, Bibliothèque de la Pléiade, 1971  (ISBN 2 07 0106 28 4).